# Île Shelter (Alaska)
Pour les articles homonymes, voir Shelter.

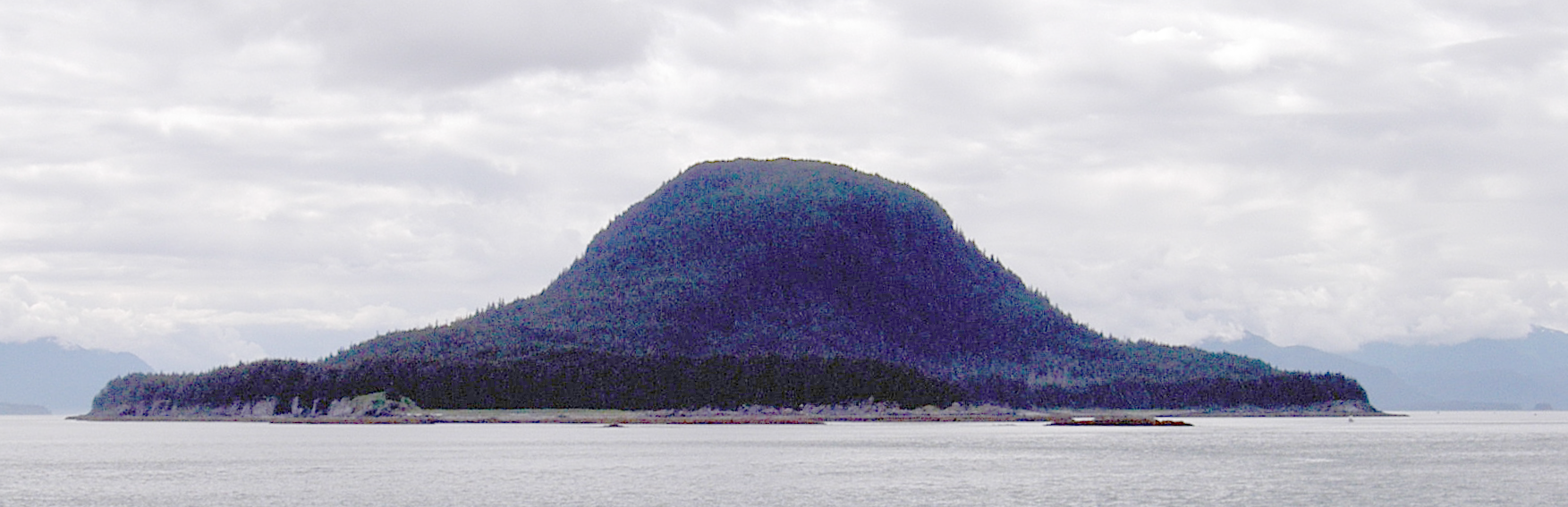
Île Shelter vue du nord

L'île Shelter est une île de l'Alaska du Sud-Est, aux États-Unis située dans l'archipel Alexandre au nord-ouest de Juneau et au sud-est de l'île Lincoln.
Le premier européen qui a exploré cette île était Joseph Whidbey en 1794.

## Sources
- (en) « Île Shelter (Alaska) », Geographic Names Information System

- (en) Cet article est partiellement ou en totalité issu de l’article de Wikipédia en anglais intitulé « Lincoln Island (Juneau, Alaska) » (voir la liste des auteurs).